# ماري إنغلز
ماري أميليا إنغلز (بالإنجليزية: Mary Ingalls)‏ (يناير 10, 1865 - أكتوبر 20, 1928)، ولدت بالقرب من ببين (ويسكونسن). كانت الطفلة الأولى لكارولين وتشارلز إنغلز، والشقيقة الكبرى للورا إنغلز. عرفت بسلسلة كتب "Little House on the Prairie".

## السيرة الذاتية
في سن الرابعة عشرة عانت ماري من مرض يدعى الحمى القرمزية الذي أدى إلى فقدها لبصرها. عام 2013 نشرت دراسة تشير إلى أن السبب الحقيقي وراء فقدها لبصرها هو التهاب السحايا والدماغ بناءً على أدلة من تقارير بالصحف وإحصاءات وبائية عن المرض. بين عامي 1881 و1889 التحقت ماري بمدرسة خاصة بالمكفوفين.
تغيبت ماري عن المدرسة لمدة عام كامل خلال هذه الفترة لسبب غير معروف، لكنها أتمت سبع سنوات من الدراسة وأنهتها عام 1889 هو عام تخرجها. عادت بعدها ماري إلى منزلها وأقامت مع والديها حتى وفاتهما. شاركت ماري في مصروف المنزل عن طريق صنع أقنعة للأحصنة. بعد وفاة والديها أقامت ماري مع شقيقتها جريس، ثم شقيقتها الأخرى كاري. لم تتزوج ماري، وتوفيت في 20 أكتوبر 1928 عن عمر يناهز ال63 عامًا إثر إصابتها بالالتهاب الرئوي ومضاعفات السكتة الدماغية.

## في الثقافة الشعبية
أدت الممثلة ميليسا أندرسون دور ماري إنغلز في المسلسل الذي يحمل اسم سلسلة كتبها الشهيرة "Little House on the Prairie". وعلى عكس سيرتها الحقيقية، عملت ماري في المسلسل كمعلمة في مدرسة للمكفوفين، وتزوجت من زميل لها يدعى آدم كيندال الذي أدى دوره لينوود بومر.

## روابط خارجية
- "Mary Ingalls Era 1877-1889." Vinton School for the Blind.
- ماري إنغلز على موقع فايند أغريف
- Bixler، Jennifer (4 فبراير 2013). "The Real Reason Mary Ingalls Went Blind". سي إن إن. مؤرشف من الأصل في 2013-03-30.